# Lou Harrison
Lou Silver Harrison (Portland, 14 maggio 1917 – Lafayette, 2 febbraio 2003) è stato un compositore e musicista statunitense, di musica contemporanea.

## Biografia
Si è formato nella seconda metà degli anni '30 a San Francisco avendo come insegnante Henry Cowell. 
Ha studiato anche sotto l'insegnamento di Arnold Schönberg.
Fu compositore di opere teatrali, balletti, lavori strumentali per orchestra, musica da camera e musica contemporanea.
Nei suoi lavori ha fatto molto uso delle percussioni. Diventò uno dei maggiori artefici dell'evoluzione del gamelan, coadiuvato in ciò da William Colvig e dal canadese Colin McPhee. Il gamelan era un complesso di percussioni orientali (dell'Indonesia) comprendente tra l'altro metallofoni, xilofoni, tamburi, gong e voci a tema. Tale genere venne portato in America e non solo. Fu quindi uno dei precursori della world music.
Ha perseguito anche la tradizione sinfonica americana sulla scia di compositori e musicisti come Ned Rorem, Ezra Laderman, John Corigliano e altri.
Nel 1963 fondò il Cabrillo Festival.

## Lavori
Musica da camera
- Ariadne (1987)
- At the Tomb of Charles Ives (1963)
- Concerto for Flute & Percussion (1939)
- Concerto for Organ with Percussion Orchestra (1951)
- Concerto for Piano and Javanese Gamelan
- Concerto for Pipa with String Orchestra (1997)
- Concerto in Slendro
- Double Concerto for Violin and Cello with Javanese Gamelan (1981–82)
- Pacifika Rondo (1963)
- Piano Concerto (1983–85)
- Praise for the Beauty of Hummingbirds (1951)
- Rhymes with Silver (1996)
- Serenade for Guitar with optional Percussion (1978)
- Solstice (1949)
- Songs in the Forest (1951)
- String Quartet Set (1978)
- Suite for Cello and Harp (1949)
- Suite for Percussion (1942)
- Suite for Violin with American Gamelan (1973)
- Suite for Violin with String Orchestra (1997)
- Suite for Violoncello and Piano (1995)
- The Perilous Chapel (1948)
- Varied Trio (1986)

Per orchestra
- A Parade
- Elegiac Symphony (Symphony No. 2, 1942)
- Music for Violin with Various Instruments, European, Asian, and African (1967)
- Symphony No. 4 (1990)
- Symphony On G (1947)

Vocali
- Air from Rapunzel
- Alma Redemptoris Mater
- La Koro Sutro (1970)
- Mass to Saint Anthony (1939)
- Orpheus (1969)
- Strict Songs (1955)
- Three Songs
- Vestiunt Silve (1951)

Opere
- Rapunzel (1952)
- Young Caesar (1970)

## Filmografia
- 1986 – Lou Harrison : "cherish, conserve, consider, create.", regia di Eric Marin
- 1995 – Musical Outsiders: An American Legacy – Harry Partch, Lou Harrison, and Terry Riley, regia di Michael Blackwood
- 2012 - Lou Harrison: A World of Music, regia di Eva Soltes